# Thể loại
Thể loại là mọi hình thức hoặc loại giao tiếp ở bất kỳ dạng nào (chữ viết, tiếng nói, kỹ thuật số, nghệ thuật...) với các quy ước (convention) được xã hội chấp nhận và phát triển theo thời gian. Theo cách hiểu thông thường, nó là một phân loại văn học, âm nhạc hoặc các hình thức nghệ thuật hoặc giải trí, dù là viết hay nói, nghe hay nhìn, mà đều dựa trên các yếu tố kiểu cách nhằm mang đến thẩm mỹ, hùng biện, giao tiếp, hoặc chức năng. Thể loại được hình thành từ các quy ước thay đổi theo thời gian, khi các nền văn hóa tạo ra thể loại mới và dẹp bỏ thể loại cũ. Một tác phẩm thường sẽ thuộc nhiều thể loại qua việc vay mượn và kết hợp lại các quy ước này. Các văn bản, tác phẩm hoặc các phép giao tiếp khác nhau có thể có phong cách riêng biệt, nhưng thể loại là tập hợp của các ấn phẩm này, dựa trên các quy ước đã được thống nhất hoặc được suy ra từ xã hội. Có thể loại có các nguyên tắc cứng nhắc, được tuân thủ nghiêm ngặt, trong khi có thể loại lại rất linh hoạt.
Ban đầu, thể loại là một hệ thống phân loại cho văn học Hy Lạp cổ đại trong quyển Poetics ("Thi pháp") của Aristotle. Với Aristotle, thơ (ode, sử thi...), văn xuôi và trình diễn đều có các đặc trưng thể hiện nhằm hỗ trợ nội dung phù hợp với từng thể loại. Ví dụ, thoại trong hài kịch sẽ không hợp với bi kịch, và thậm chí các diễn viên cũng bị hạn chế trong thể loại của họ vì có kiểu người chỉ thuần thục với một câu chuyện nào đó.
Các thể loại sinh sôi và phát triển vượt ngoài phân loại của Aristotle nhằm đáp ứng các thay đổi ở khán giả và nhà sáng tạo. Thể loại đã trở thành một công cụ năng động giúp công chúng cảm giác được việc không thể lường trước*(1), thông qua thể hiện nghệ thuật. Nghệ thuật là cách mọi người phản ứng với thời thế xã hội - qua viết, vẽ, hát, nhảy, hay nói cách khác là sản xuất nghệ thuật về những gì họ hiểu - thì để sử dụng thể loại như một công cụ, nó phải thích ứng được theo các lớp nghĩa đang biến chuyển.
Nhạc sĩ Ezra LaFleur cho rằng việc thảo luận về thể loại nên được dựa trên ý tưởng tương đồng trong nhóm của Ludwig Wittgenstein. Thể loại là cách ghi nhãn hữu ích để giao tiếp nhưng không nhất thiết chỉ có một đặc điểm duy nhất, đó là bản chất của thể loại.
*(1): khiến khán giả kỳ vọng.

## Phim
Các thể loại cơ bản của phim được xem là chính kịch như là phim truyện, biếm họa, hay phim tài liệu. Hầu hết phim truyện chính kịch, đặc biệt là từ Hollywood, đều thuộc rất nhiều thể loại phim như viễn Tây, phim chiến tranh, phim kinh dị, phim hài lãng mạn, nhạc kịch, phim tội phạm, và nhiều hơn nữa. Các thể loại này còn có các thể loại con khác, như là qua bối cảnh, đối tượng hay kiểu phim bản địa (national style), thí dụ như nhạc kịch Bollywood Ấn Độ.

## Văn hóa đại chúng và các phương tiện truyền thông
Khái niệm thể loại đôi khi được dùng với các phương tiện truyền thông mà có yếu tố nghệ thuật, như là các thể loại trò chơi điện tử. Thể loại và hằng sa số thể loại con nhỏ lẻ đã tác động mạnh mẽ vào văn hóa đại chúng, không chỉ với mục đích quảng bá. Sự tăng trưởng sản phẩm văn hóa đại chúng đã kích thích việc thể loại hóa để khách hàng tìm kiếm dễ dàng hơn, mà nay Internet lại càng thúc đẩy mạnh mẽ.

## Khán giả
Dù thể loại không thể được định nghĩa chính xác, nhưng nó là yếu tố quan trọng nhất để khán giả cân nhắc xem hay đọc gì. Các đặc điểm riêng của một thể loại sẽ hút hoặc đẩy khán giả tiềm năng do hiểu biết của họ về thể loại đó.
Thể loại gây ra một kỳ vọng rằng liệu các kỳ vọng kia có được đáp ứng hay không. Nhiều thể loại vốn có sẵn một nhóm khán giả với các ấn phẩm tương ứng để bổ trợ nhau, như là tạp chí và các website. Ngược lại, khán giả sẽ đòi hỏi thay đổi một thể loại cũ và tạo ra một thể loại hoàn toàn mới.
Khái niệm này còn được dùng để phân loại trang web, thí dụ như "trang tin tức" hay "fan page", qua thiết kế, khán giả và mục đích khác nhau (Rosso 2008). Các công cụ tìm kiếm như Vivísimo còn nhóm tự động các trang web này thành các phân loại nhằm cho ra kết quả tìm kiếm phù hợp nhất dựa trên các thể loại khác nhau.

## Thể loại con
Thể loại con là mục con của thể loại. Hai câu chuyện có thể cùng thể loại nhưng đôi khi không cùng thể loại con. Thí dụ, một câu chuyện kỳ ảo (fantasy) có các yếu tố đen tối và rùng rợn thì nó sẽ thuộc thể loại con kỳ ảo đen tối (dark fantasy), trong khi câu chuyện có kiếm phép hay phù thủy thì sẽ thuộc thể loại con sword and sorcery ("kiếm và phép").

## Thể loại vi
Thể loại vi (microgenre) là một phân loại nhỏ, chuyên môn hóa cao (highly specialized) của một thói quen văn hóa (cultural practice). Khái niệm này được phổ biến từ thế kỷ 21, thường để nói về âm nhạc. Nó còn chỉ các phân loại siêu riêng biệt (hyper-specific) được dùng để gợi ý chương trình truyền hình và phim trên nền tảng phát kỹ thuật số như Netflix, và được giới học thuật dùng để nghiên cứu các loại hình chuyên biệt ở các thời kỳ và trên các phương tiện truyền thông. Nó đôi khi được xem là một phân loại của thể loại con.